# Shirley (nome)
Shirley  è un nome proprio di persona inglese maschile e femminile.

## Varianti
- Femminili: Shirlee[1], Sherley (rara)[1]

## Origine e diffusione
Deriva da un cognome, a sua volta da un toponimo composto dalle parole inglesi antiche scir ("brillante", "luminoso") e leah ("radura", "prato", presente anche nei nomi Hayley, Ashley, Bradley, Stanley e Shelley). Il significato è dunque "radura luminosa" o "prato luminoso".
Prima della pubblicazione del romanzo di Charlotte Brontë Shirley (dove venne usato per un personaggio femminile), il nome era esclusivamente maschile, sebbene raro. In seguito la situazione si capovolse, e attualmente il nome è perlopiù considerato solo femminile. Situazione simile accadde ai nomi Lindsay e Lynn. La sua popolarità al femminile aumentò poi ulteriormente grazie all'attrice Shirley Temple.

## Onomastico
Il nome è adespota, non essendo portato da alcuna santa, quindi l'onomastico ricade il 1º novembre, giorno di Ognissanti.

## Persone

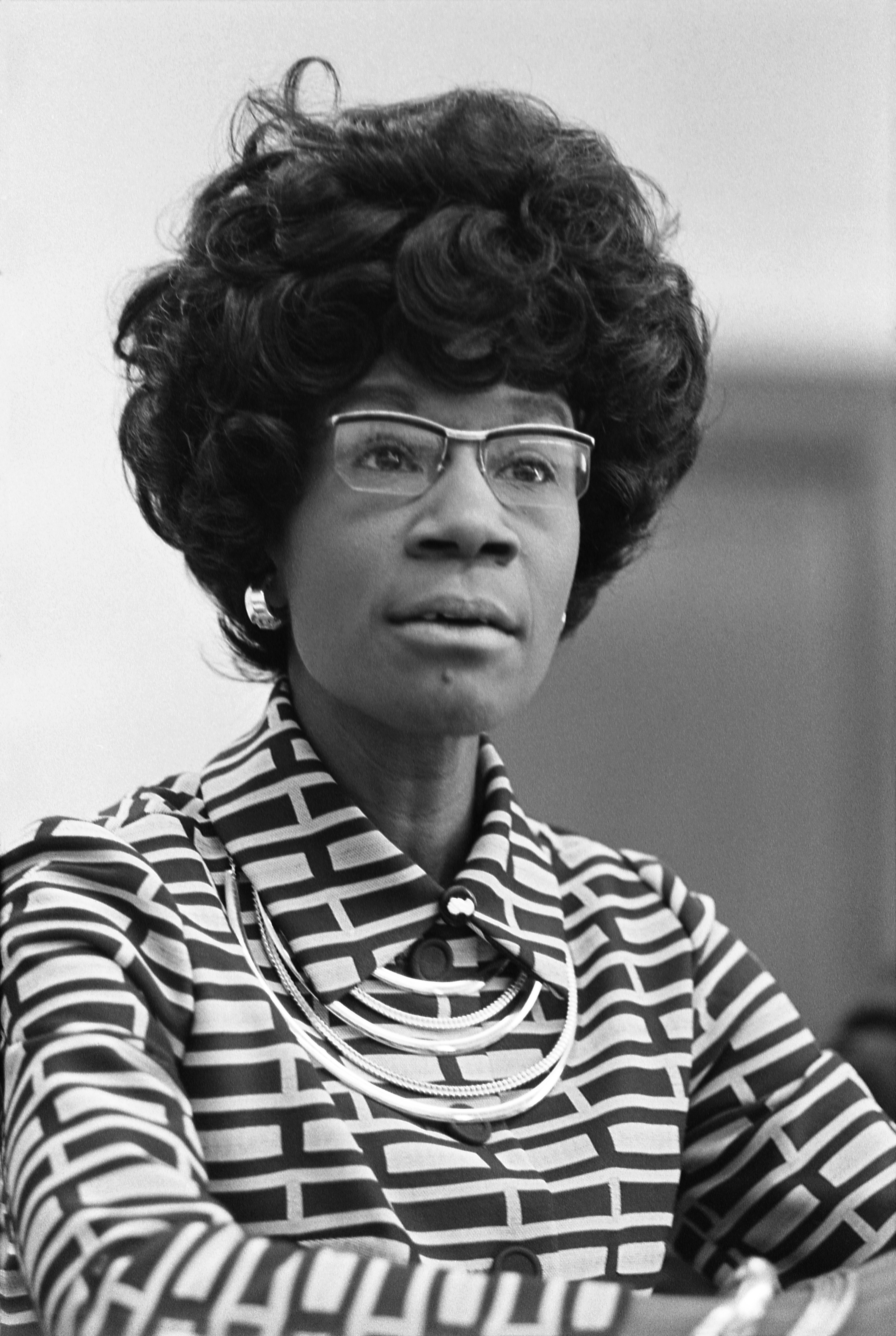
Shirley Chisholm

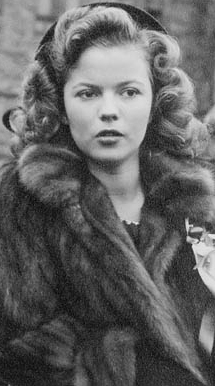
Shirley Temple

### Femminile
- Shirley Babashoff, nuotatrice statunitense
- Shirley Bassey, cantante britannica
- Shirley Bloomer, tennista britannica
- Shirley Booth, attrice statunitense
- Shirley Chisholm, politica, accademica e attivista statunitense
- Shirley Cothran, modella statunitense
- Shirley Eaton, attrice britannica
- Shirley Fry, tennista statunitense
- Shirley Hazzard, scrittrice australiana
- Shirley Henderson, attrice scozzese
- Shirley Horn, cantante e pianista statunitense
- Shirley Jackson, scrittrice e giornalista statunitense
- Shirley Jones, cantante e attrice statunitense
- Shirley Knight, attrice statunitense
- Shirley MacLaine, attrice e scrittrice statunitense
- Shirley Mallmann, supermodella brasiliana
- Shirley Manson, cantante, chitarrista e attrice scozzese
- Shirley Mason, attrice statunitense
- Shirley Strickland, atleta australiana
- Shirley Strong, atleta britannica
- Shirley Temple, attrice e diplomatica statunitense
- Shirley Verrett, mezzosoprano e soprano statunitense

## Il nome nelle arti
- Shirley Bellinger è un personaggio della serie televisiva Oz.
- Shirley Feeney è un personaggio della serie televisiva Laverne & Shirley.
- Shirley Fenette è un personaggio della serie anime Code Geass: Lelouch of the Rebellion e di opere derivate.
- Shirley Holmes è un personaggio della serie televisiva Le avventure di Shirley Holmes.
- Shirley Poppy è un personaggio della saga Fairy Oak, scritta da Elisabetta Gnone.
- Shirley T. Sinoit-Pécer è un personaggio della serie di romanzi Una serie di sfortunati eventi, scritta da Lemony Snicket.
- Shirley Valentine-Bradshaw è un personaggio del film del 1989 Shirley Valentine - La mia seconda vita, diretto da Lewis Gilbert.

## Toponimi
- 5624 Shirley è un asteroide della fascia principale.